# Joshua Huppertz
Joshua Huppertz, né le 10 novembre 1994 à Aix-la-Chapelle, est un coureur cycliste allemand. 

## Biographie
En août 2017, il est sélectionné en équipe d'Allemagne pour participer à la course en ligne des championnats d'Europe à Herning, au Danemark.
En août 2018, il termine dix-septième du championnat d'Europe sur route à Glasgow.

## Palmarès et résultats

### Par année
- 2015
  - 2e du championnat d'Allemagne du contre-la-montre par équipes
- 2016
  - Rund um Merken
  - 2e du championnat d'Allemagne du contre-la-montre par équipes
- 2017
  -  Champion d'Allemagne du contre-la-montre par équipes
  - Rund um Steinfurt
  - 3e du Grand Prix international de Rhodes
  - 3e du championnat d'Allemagne de la montagne[3]
- 2018
  - Rund um Steinfurt
  - Arno Wallaard Memorial
  - 2e du championnat d'Allemagne du contre-la-montre par équipes
  - 3e du Grand Prix international de Rhodes
- 2020
  - 3e du Grand Prix International de Rhodes
- 2021
  - 1re étape du Sazka Tour
- 2023
  - Bocholt 800
  - Grote Prijs Dr. Eugeen Roggeman
- 2024
  - Rad-Bundesliga
  - Großer Preis der Südlichen Weinstraße
  - 3e du Tour de Sebnitz
- 2025
  - 2e de la Heusden Koers

### Classements mondiaux
| Année                                 | 2015  | 2016  | 2017 | 2018 | 2019  | 2020 | 2021 | 2022 | 2023 | 2024  |
| ------------------------------------- | ----- | ----- | ---- | ---- | ----- | ---- | ---- | ---- | ---- | ----- |
| Classement mondial                    |       | 1631e | 849e | 611e | 1595e | 869e | 768e | 858e | nc   | 2139e |
| UCI Europe Tour                       | 1130e | 1089e | 537e | 389e | 1059e | 689e | 603e | 642e | nc   | nc    |
|                                       |       |       |      |      |       |      |      |      |      |       |
| Légende : nc = non classéSource : UCI |       |       |      |      |       |      |      |      |      |       |